# Jan Goossen

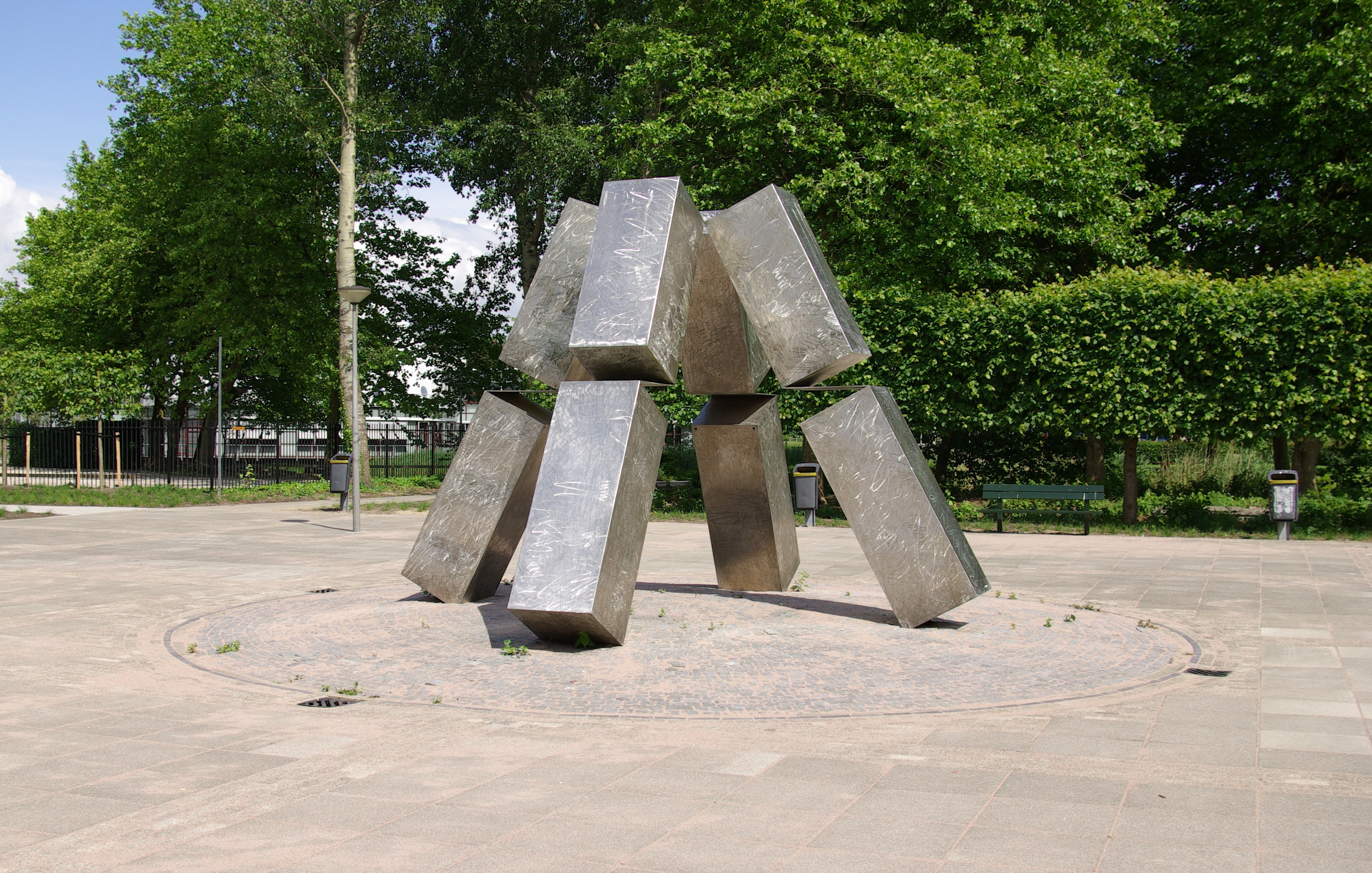
‘Piramide 71’, 1976: Spui, 1986: Gaasperplas. Zie ook: Lijst van beelden in Amsterdam-Zuidoost

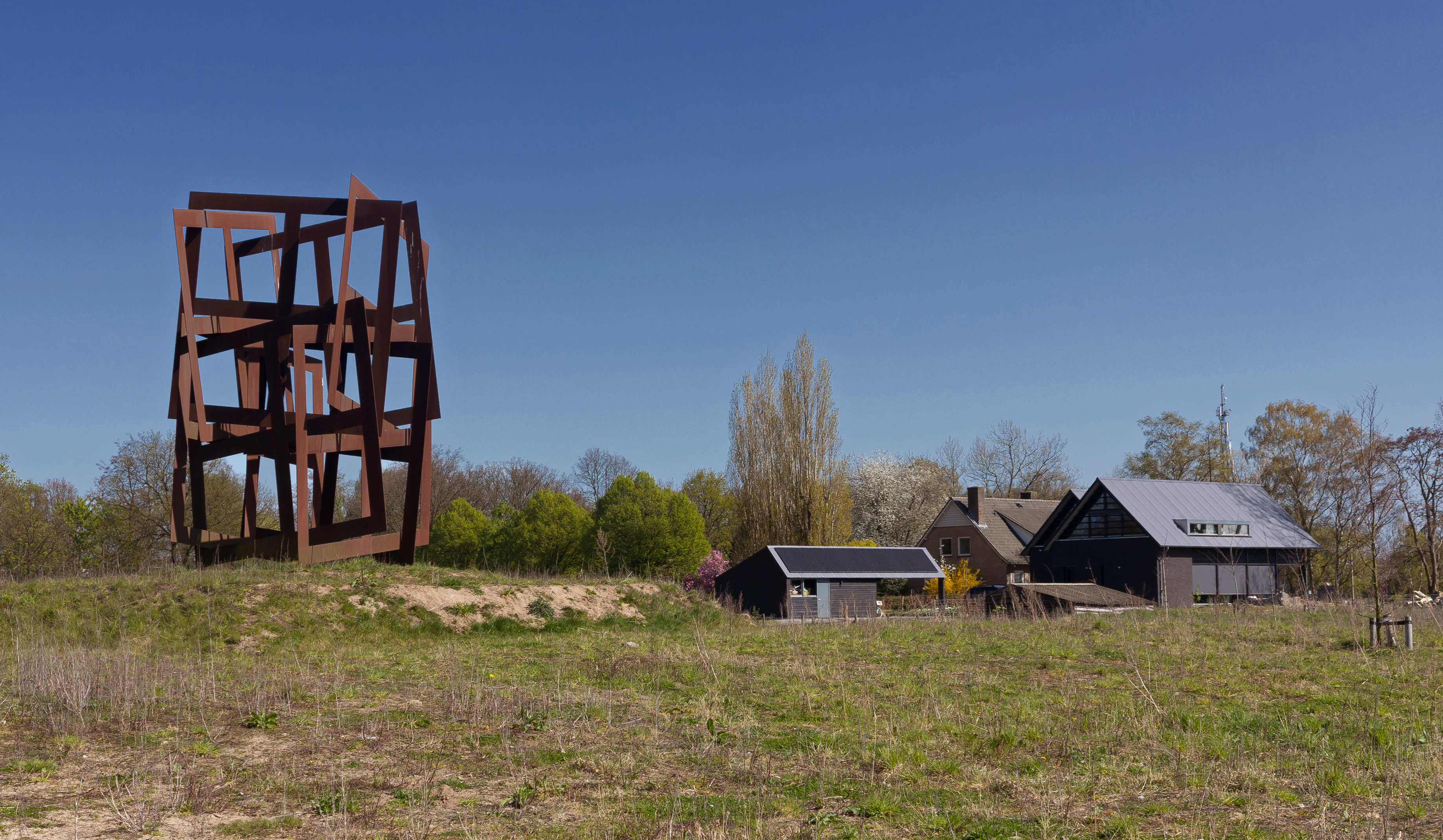
Running Squares in Rosmalen

Jan Willem Goossen (Maracaibo, 9 oktober 1937 – Goes, 1 januari 2005) was een Nederlands beeldhouwer.

## Leven en werk
Jan Goossen was een zoon van Jannis Izaac Goossen en Helena Bliek. Zijn ouders waren Zeeuwen, vader Goossen werkte in Venezuela als ingenieur voor Shell. In 1939 werd hij door Shell overgeplaatst en ging het gezin eerst naar Curaçao en in 1944 naar de Verenigde Staten, Rhode Island. Vader Goossen werkte hier voor de Nederlandse marine. Kort daarop werd hij uitgezonden naar oorlogsgebied in Nederlands-Indië. 
Na de Tweede Wereldoorlog woonde het gezin enige tijd in Nederland (Doorn en Bergen Binnen), om in 1947 weer naar Curaçao te vertrekken en door te reizen naar Venezuela. In 1949 kwam Jan Goossen terug naar Nederland en woonde een periode in bij onder andere familie in Vlissingen, verhuisde naar Hilversum en Bussum. Hij trok rond en woonde in 1955 en 1956 een half jaar in Zweden en kwam uiteindelijk in Amsterdam terecht. Hij studeerde in 1961 af aan de Kunstnijverheidsschool in Amsterdam. Tijdens zijn studie werkte hij als assistent bij de beeldhouwer Wessel Couzijn. Jan assisteerde Couzijn onder andere bij de werkzaamheden van het Unilever-monument 'Corporate Entity'. Na de kunstacademieperiode ontving Goossen een werkbeurs van Maison Descartes en woonde twee jaar in Parijs (1961-1962). In januari 1963 emigreerde hij naar New York en korte tijd daarna verhuisde hij naar San Francisco. In San Francisco werkte hij als beeldhouwer en plaatste in 1967 de 'Sculpture Wall' in het Golden Gate Centre in San Francisco. In 1963 was hij mede-oprichter en tot 1966 mede-eigenaar van de bronsgieterij Foundry 3 (later: San Francisco Art Foundry), samen met Onno de Ruijter, Dick van der Linden en Jacques Overhoff. Hij studeerde twee jaar architectuur aan het Heald College of Engineering (1965-1967) in San Francisco. Terug in Nederland (1968) woonde en werkte de beeldhouwer in Amsterdam, Drenthe (1972-1974), Eindhoven (1974-1981), Herpt / gemeente Heusden (1981-2003) en Vrouwenpolder (2003-2005). Vanaf 1983 verbouwde hij met zijn tweede echtgenote Yvette Lardinois, de Melkfabriek Sint Isidorus in Herpt tot woonhuis en ateliers. In de zomer van 2003 verhuisde het stel naar Vrouwenpolder. Op 1 januari 2005 overleed Jan na een kort ziekbed aan kanker in het ziekenhuis in Goes.
Goossens beelden en tekeningen zijn in de loop van de jaren tentoongesteld bij onder andere galerie Lambert Tegenbosch in Heusden (vanaf 1987). Hij nam onder meer deel aan de Biënnale beeldenpark Middelheim, Antwerpen (1971 en 1982), Amstelpark, Amsterdam (1975 en 1981), 'Klein plastiek’, Van Gogh Museum, Amsterdam (1975), Beelden in het Stadswandelpark, Eindhoven (1982) en tentoonstellingen in het Noordbrabants Museum, Den Bosch (1989 en 1994).

## Opdrachten in de openbare ruimte
Het werk van Goossen is op diverse plekken in Nederland in de openbare ruimte te zien. Een voorbeeld is Piramide 71 gemaakt voor het plein op het Spui in het centrum van Amsterdam (1976). Ruim tien jaar na de plaatsing werd het door de gemeente Amsterdam verhuisd naar het Gaasperplaspark. Hij maakte ook werken voor Shell in Rijswijk (1969) en voor de Rijksgebouwendienst in Zuidwolde (1974). East Jesus County Revisited staat voor het Ir. Ottenbad in Eindhoven, Septum, in gesprek met de vorigen staat in het Stadswandelpark naast de stadsschouwburg in Eindhoven (1982), Running Squares in de gemeente 's-Hertogenbosch bij de afslag Soetelieve aan de Empelseweg (1988), het 'Maasbeeld' bij de Maasbrug aan de route Heusden-Wijk en Aalburg (1994), Tree of Learning op het voorplein van het Carolus Borromeus College in Helmond (1998) en zijn laatste buitenbeeld 'Donjon' staat voor het gebouw van de Rabobank in Vlijmen, gemeente Heusden (2002). Daarnaast is zijn werk in tuinen en huizen van particulieren terug te vinden.

## Nevenactiviteiten
Naast beeldhouwer was Goossen docent aan het Mollerinstituut in Tilburg (1976-1989). Zijn studenten uit die tijd waren onder meer Guido Geelen, Maria Roosen, Roos Theuws, Marien Schouten, Piet Tuytel, Frank van Hemert, Yvette Lardinois, Nan Groot Antink, Sjef Voets, Paul Haentjes en Rob Moonen.
Goossen had een aantal nevenfuncties. Zo was hij bestuurslid van de Nederlandse Kring van Beeldhouwers, lid van de percentagecommissie in Amsterdam, lid van de toelatingscommissie van sundaymorning@ekwc en een aantal keren rijksgecommitteerde op diverse kunstacademies. Hij werd in 1970 gevraagd om mee te werken aan het Joods monument van Edu Waskowsky in Groningen.